# I tysiąclecie p.n.e.
I tysiąclecie p.n.e. to czas epoki żelaza i powstawania imperiów.

## Wydarzenia
- ok. X wiek p.n.e. – koniec ery heladyckiej w starożytnej Grecji
- Epoka żelaza rozprzestrzeniała się wzdłuż Europy Zachodniej
- zmierzch potęgi Egiptu
- powstanie i upadek Imperium Asyryjskiego; Aszurbanipal, oczytany władca, rozprzestrzeniał swoje królestwo
- VI wiek p.n.e.
  - powstała Republika rzymska
  - Siddhattha Gotama, znany również jako Budda Siakjamuni, założył buddyzm
  - Mahawira nauczał dźinizmu; był to ostatni (24.) nauczyciel – Tirthankara
  - Cyrus II Wielki podbił Babilon i założył Imperium Perskie
  - wyodrębienie Celtów jako odrębnej grupy etnicznej w Europie Zachodniej
- V wiek p.n.e.
  - Sparta i Ateny prowadziły Wojny peloponeskie
  - za Dariusza Wielkiego, Imperium Perskie osiągnęło apogeum terytorialne, z Grecją na zachodzie, Egiptem na południu i terytorium dzisiejszego Pakistanu na wschodzie
  - napisano/skodyfikowano Tanach
  - pierwsze miasta cywilizacji Majów
- IV wiek p.n.e.
  - Aleksander Wielki podbił Imperium Perskie
  - kultura Grecji hellenistycznej rozprzestrzeniała się na kraje śródziemnomorskie
  - Ćandragupta Maurja założył Dynastię Maurjów
- III wiek p.n.e.
  - Chiny zjednoczyły się pod berłem Dynastii Qin
  - Aśoka rozwinął Imperium Maurjów do apogeum terytorialnego
  - Rzym i Kartagina walczyły w wojnie punickiej
  - Gojoseon władało północnym Półwyspem Koreańskim
- I wiek p.n.e.
  - Rzym podbił Grecję

## Sławni i uczeni
- Dawid (1040-970 p.n.e.), król Izraela
- Zoroaster (ok. 1000 p.n.e.), założyciel zoroastrianizmu
- Izajasz (765-701 p.n.e.), prorok hebrajski
- Homer (VIII w. p.n.e.), poeta grecki
- Jeremiasz (645-580 p.n.e.), prorok hebrajski
- Laozi (604-500 p.n.e.), chiński filozof i założyciel taoizmu
- Mahawira (599-527 p.n.e.), założyciel dźinizmu
- Cyrus II Wielki (590-529 p.n.e.), założyciel Imperium Perskiego
- Budda Siakjamuni (563-483 p.n.e.), książę hinduski, założyciel buddyzmu
- Konfucjusz (551-479 p.n.e.), chiński filozof
- Dariusz I Wielki (550-485 p.n.e.), władca Persji
- Ezechiel (VI w. p.n.e.), prorok hebrajski
- Perykles (495-429 p.n.e.), ateński mąż stanu
- Sokrates (469-399 p.n.e.), filozof grecki
- Platon (427-347 p.n.e.), filozof grecki
- Arystoteles (384-322 p.n.e.), filozof grecki
- Euklides (365-300 p.n.e.), matematyk aleksandryjski
- Aleksander Wielki (356-323 p.n.e.), zdobywca macedoński
- Ćandragupta Maurja (325-300 p.n.e.), założyciel Imperium Maurjów
- Aśoka (304-232 p.n.e.), władca Imperium Maurjów
- Pingala (IV w. p.n.e.), indyjski matematyk, autor Dwójkowego systemu liczbowego i pojęcia zera
- Archimedes (287-212 p.n.e.), grecki naukowiec i filozof
- Qin Shi Huang (260-210 p.n.e.), pierwszy cesarz Chin
- Cyceron (106-43 p.n.e.), filozof i mówca łaciński
- Juliusz Cezar (100-44 p.n.e.), wódz i dyktator Rzymu
- Wergiliusz (70-19 p.n.e.), poeta łaciński

## Odkrycia i Wynalazki
- Żelazo stawało się powszechnie używane
- prawo siły wyporu odkryte przez Archimedesa
- rozwijała się geometria
- udowodniono Twierdzenie Pitagorasa
- Eratostenes dowiódł, że Ziemia jest kulista i oszacował jej średnicę
- Fenicjanie propagowali alfabet fonetyczny w rejonach śródziemnomorskich
- tworzyło się i rozwijało wiele ważnych religijnych i filozoficznych poglądów